# Gneu Octavi Rufus (qüestor 230 aC)
Gneu Octavi Rufus (llatí: Gnaeus Octavius Rufus) va ser un magistrat romà que va viure al segle iii aC.
Va ser qüestor l'any 230 aC i es pot considerar el fundador de la gens Octàvia. Suetoni l'anomena Gai, però com que el fill gran es deia Gneu, el seu nom era amb tota probabilitat també Gneu seguint el costum romà de què el primer fill es digués com el pare.